# Hong Kong Open 1995
Die Hong Kong Open 1995 im Badminton fanden vom 1. bis zum 5. November 1995 in Hongkong statt. Das Preisgeld betrug 125.000 Dollar, was dem Turnier zu einem Fünf-Sterne-Status im World Badminton Grand Prix verhalf.

## Medaillengewinner
| Disziplin    | Gold                        | Silber                         | Bronze                                   |
| ------------ | --------------------------- | ------------------------------ | ---------------------------------------- |
| Herreneinzel | Heryanto Arbi               | Alan Budikusuma                | Lee Kwang-jin                            |
| Herreneinzel | Heryanto Arbi               | Alan Budikusuma                | Martin Lundgaard Hansen                  |
| Dameneinzel  | Bang Soo-hyun               | Mia Audina                     | Lim Xiaoqing                             |
| Dameneinzel  | Bang Soo-hyun               | Mia Audina                     | Ye Zhaoying                              |
| Herrendoppel | Ha Tae-kwon Kang Kyung-jin  | Rudy Gunawan Bambang Suprianto | Pramote Teerawiwatana Sakrapee Thongsari |
| Herrendoppel | Ha Tae-kwon Kang Kyung-jin  | Rudy Gunawan Bambang Suprianto | Cheah Soon Kit Yap Kim Hock              |
| Damendoppel  | Jang Hye-ock Gil Young-ah   | Julie Bradbury Joanne Goode    | Qin Yiyuan Tang Hetian                   |
| Damendoppel  | Jang Hye-ock Gil Young-ah   | Julie Bradbury Joanne Goode    | Lisbet Stuer-Lauridsen Marlene Thomsen   |
| Mixed        | Park Joo-bong Shim Eun-jung | Liu Jianjun Sun Man            | Jens Eriksen Helene Kirkegaard           |
| Mixed        | Park Joo-bong Shim Eun-jung | Liu Jianjun Sun Man            | Michael Keck Karen Stechmann             |